# شوپس
شوپس (به آلمانی: Schöps) یک شهر در آلمان است که در زاله‌هلتسلاند واقع شده‌است. شوپس ۳۱۳ نفر جمعیت دارد.